# Протеєцвіті
Протеєцвіті (Proteales) — порядок квіткових рослин із клади дводольних (eudicots). Містить ≈80 родів і ≈2000 видів рослин, поширених у тропічних і помірних регіонах.

## Таксономія
Proteales Juss. ex Bercht. & J.Presl (за системою APG IV)
- Sabiaceae Blume, nom. cons.
- Nelumbonaceae A.Rich., nom. cons.
- Platanaceae T.Lestib., nom. cons.
- Proteaceae Juss., nom. cons

## Опис
Переважна більшість видів – невеликі, часто кущоподібні дерева, чагарники, рідше чагарники, дуже рідко багаторічні трави. 

## Поширення
Рослини поширені в тропічних і помірних регіонах.
В Україні зростає лотос горіхоносний (Nelumbo nucifera) — інтродукують у дослідному порядку в пониззі Дніпра (район Голої Пристані, с. Кардашинка) і Дунаю. Декоративна, харчова рослина.